# Юйвантай
Юйванта́й (кит. упр. 禹王台, пиньинь Yǔwángtái) — район городского подчинения городского округа Кайфэн провинции Хэнань (КНР). Название района означает «Платформа Юй-вана»: во времена империи Мин в память о том, как Великий Юй усмирил потоп, здесь была построена Кумирня Юй-вана (禹王庙), впоследствии переименованная в Платформу Юй-вана (禹王台).

## История
В 1913 году был образован уезд Кайфэн (开封县), а в 1929 году его урбанизированная часть была выделена в город Кайфэн. После того, как в ходе гражданской войны город был взят войсками коммунистов, в конце 1948 года был образован Особый город Кайфэн (开封特别市); в его южной части был образован район Наньгуань (南关区, «Южная застава»). В 2005 году район Наньгуань был переименован в Юйвантай.

## Административное деление
Район делится на 5 уличных комитетов и 2 волости.